# How to Say Goodbye
How to Say Goodbye er en dansk kortfilm fra 2012 med instruktion og manuskript af Daniel Joseph Borgman.

## Handling
Denne artikel mangler et handlingsreferat. Hjælp os med at skrive det.